# 城下町 (丸亀市)
城下町（じょうかまち）は、近世に丸亀城とともに讃岐国の西部で後の丸亀藩（現在の香川県丸亀市）に形成された都市。

## 概要
丸亀市内の城下町は、慶長2年（1597年）に生駒氏の丸亀城築城とともに現在の香川県丸亀市に形成され発展してきた。京極高朗時代に作成を命じられた『西讃府志』に記載の町名は、農人町、上南条町、下南条町、塩飽町、富屋町、横町、浜町、福島町、通町、松屋町、米屋町、魚屋町、宗古町、葭町、西平山町、北平山町、御供所町、などがある。

## 地理
丸亀平野北部に位置する岩頸である亀山に築かれた丸亀城を核に形成された城下町で、北は福島湛甫と新堀湛甫、東は東汐入川、南は南御門、西は塩屋口と中府口に囲まれた地域。

## 歴史

### 生駒家時代以前
『西讃府志』によると、生駒氏築城以前の丸亀は海浜の村であったと記されている。　

### 生駒家時代（1597年 - 1640年）
丸亀城築城のころに、那珂郡郡家に大池をつくり南条郡国分村の池を拡張して香西郡笠井村の池などを掘らせたことが生駒家の歴史を生駒親孝が記したとされる『讃羽織綴遺録』に伝えられているが、南条郡の池付近の村民を城下に移住させたのが現在の南条町であり、また豊臣秀吉が生駒氏に朝鮮出兵を命じた際に従った塩飽諸島や鵜足津（現在の綾歌郡宇多津町）の水夫とのかかわりができたがそのうちの南条町の東側に塩飽出身の有志を住まわせたのが塩飽町の発祥とされる。これら南条町、塩飽町に本町をいれたエリアは、丸亀城に最寄りの海浜地帯である丸亀浦において西の微高地であり、ここに町を形成した。さらに慶長6年（1601年）に三浦と呼ばれる、現在の丸亀市御供所町、西平山、北平山の三か所に現在の宇多津町及び坂出市から280人の水主を呼び寄せ、集落を形成し町を形成した。。これらが生駒氏時代に形成された町であり、古町と記された絵図によってわかる。　

### 山崎家時代（1641年 - 1648年）
山崎家が統治した時代に入ると、町は東へ発展しだし、通町周辺までが城下町のエリアが拡大していったと考えられる。山崎家治が入封した4年後の正保2年（1645年）に幕府に提出したと思われる『正保城絵図』では、城郭には内堀と外堀とに囲まれ、さらに外堀東側は東汐入川に続き河口から海浜地域へと続く。西側では外堀から分かれた堀が途中北へ屈曲しつつ船頭町（現在の本町西側）で海に流れ込んでおり、東西はおよそその範囲が当時の城下とされている。またこの図会では、南条町、塩飽町、現在の本町である横町、三浦とされている、御供所町、西平山、北平山が古町と記されている。
図会では、現在の大手町、城東町二丁目、六番丁から十番丁周辺に侍屋敷や歩者屋敷、足軽屋敷が記されており、当該エリアに侍屋敷が形成されていたと考えられる。その他、一部古町や新町と記載のある地域にも、侍屋敷等が確認できる。外堀の西、現在の城西町二丁目や中府町五丁目、城下の東南にあたる部分に、足軽屋敷等の記載がある。外堀内にまた、現在の富屋町から葭町西部までのエリアが新町として記されていることから山崎氏時代に当該地域が開発され、城下町が東進したと考えられる。また、現在の葭町東部から風袋町、瓦町、御供所町と北平山の南部が、畑と記載されており、これらの地域が当時、町としてまだ開発されていない地域であったことが考えられる。
さらにこの時代に、近隣地域の多度津や塩飽諸島などから豪族を呼び入れ、後にそれらは見附屋、唐津屋、塩飽屋、三島屋、を名乗る地域の豪商となり丸亀の城下町の繁栄に寄与した。

### 京極家時代（1658年 - 1871年）
万治元年(1658)、山崎家に代わり、途中、伊予国大洲藩の加藤泰興が一時的に国を預かった後、播磨龍野藩から移封した京極高和が讃岐丸亀藩主となった。高和は、龍野藩が6万石に対して移封した西讃岐（後の丸亀藩）が5万石であったため、移封以前に龍野を流れる揖保川河口に位置する網干地区と呼ばれる1万石の領地を引き続き領地とすることを許された。このために、龍野から同じ領主が治める丸亀藩の領地に移住する町人や寺の移転も頻繁であった。灘屋、新屋、能登屋などは京極家移封以降に移り住んだ。さらに播州をはじめ各地から行き来する者が増えたとされ、現在の富屋町である兵庫町の町名はこのように丸亀に移住した人々に由来するとされる。町はさらに東進し、現在の風袋町、葭町周辺あたりから東汐入川まで拡大した。
丸亀市立資料館所蔵の『元禄年間丸亀城下ノ図』によれば、外堀内の現在の大手町、城東町二丁目、六番丁から十番丁のエリアには、中級以上の侍を配置し、城の北側と南側にはそれぞれ重臣の屋敷を配したとされる。さらに、外堀外の城の西側、東北、北側の三か所に下級の武士の侍屋敷を配したとされる。山崎氏時代に畑であったところには南部から下級武士、特に特殊技能を持つ下級武士の屋敷ができ、現在の本町や浜町は、もともと舟入であったが、船頭水主の居住地や船大工、木材小屋、などを敷設されさらに整備された。
京極家以降に開発されたと思われる、外堀外の風袋町周辺の東部から生駒家時代に開発された御供所町及び西平山南部までで囲まれた地域は、いずれも城地に対して、縦方向に区画化している町割りを形成しており、整備はされているが町どおりがいずれもL字で遮られるか三叉路を形成している。これに対して、外堀内や塩飽町などでは、城地に対して横方向に区画化しており、それぞれの時代の町割りが混在する、独特の町割りを形成している。

### 近現代
明治を迎えると、丸亀城郭内に歩兵第12連隊が置かれ、第二次世界大戦後まで軍都を支える街として発展した。終戦後は、軍隊跡地に官公庁や学校が置かれ、香川県第2の都市として発展してきた。

#### 交通の変化
江戸時代から港の発展とともに、四国遍路道を通って途中東汐入川を渡り風袋町から土居村に抜ける道と港から北平山を通り御供所町を抜けて東に出る道が、丸亀の城下町の東西を縦貫し近隣地域に続く道として活用されていた。
明治以降は、明治12年（1879年）に当時の愛媛県令により、岡山の下津井から丸亀港を経て丸亀市街から松山市外に抜ける路線と海港を国道第三等として仮定し、通町から歩兵第12連隊本部に至る道を県道第一等とした。その後、大正9年（1920年）、土器町宇夫階から、二軒茶屋、土器橋を経て御供所町から西平山の順に西に抜け通町との合流点から南に外堀沿いに通町、富屋町南側通りに出て南条町、中府町、田村町を通過する経路が国道23号に指定された。戦後、改良工事が行われ道路幅拡張が課題となり、宇夫階から土居町渡場を経由し旧外堀沿いに通町以降の路線に合流するよう変更された。さらにその後、名称が昭和27年（1952年）に一級国道11号となる。また、現在の蓬莱橋陸橋が昭和24年（1949年）に完成、交通量の増加により昭和41年（1966年）南側に複線橋を増設し、現在の四車線の陸橋となった。さらに、交通量は増え続け南部にバイパス計画が持ち上がる。昭和59年（1984年）、坂出-丸亀区間に四車線バイパスの完成により国道11号とし、かつての国道は現在の香川県道33号高松善通寺線となった。このバイパスによる国道の南下によって、丸亀市内の城下町内を東西に横断する国道はなくなった。